# Lista de autores de neurociência
Esta lista propõe-se a identificar os principais autores de diversos países que contribuíram para o desenvolvimento do que hoje entendemos por neurociência, classificados provisoriamente por área de desenvolvimento e data de nascimento, a saber:
1 : Primeiras evidências
- Alcméon de Crotona, antigo filósofo e teórico médico grego do século V a.C.
- Herófilo de Alexandria  (335 a.C. — 280 a.C.)
- Hipócrates (460 a.C. - 370 a.C.)
- Cláudio Galeno (129 - 217)

2 : Psicofísica e neurofisiologia da percepção
- Johann Wolfgang von Goethe (1749-1832)
- Ernst Heinrich Weber (1795–1878)
- Gustav Theodor Fechner (1801–1887)
- Hermann Ludwig Ferdinand von Helmholtz (1821–1894)
- Wilhelm Maximilian Wundt (1832-1920)
- Max Wertheimer (1880-1943)
- Kurt Koffka (1886-1941)
- Wolfgang Köhler (1887-1967)

3 : Neurofisiologia, correlações entre a forma e função do sistema nervoso
- Franciscus Sylvius (1614-1672)
- Thomas Willis (1621-1675)
- Herman Boerhaave(1668-1738) De morbis nervorum em 1735
- Luigi Galvani (1737-1798)
- Franz Joseph Gall (1758-1828)
- Luigi Rolando (1773-1831)
- Jan Evangelista Purkyně (1787-1869)
- Marie Jean Pierre Flourens (1794-1867)
- Vladimir Alekseyevich Betz (1834 - 1894)
- Ivan Petrovich Pavlov (1849-1936)
- Santiago Ramón y Cajal (1852-1934)
- Charles Scott Sherrington (1852-1952)
- Korbinian Brodmann (1868–1918)
- Wilder Graves Penfield (1891–1976)
- José Rodríguez Delgado (1915)

4 : Neurologia e correlações entre o sistema nervoso normal e patológico
- Thomas Sydenham (1624 – 1689)
- James Parkinson (1755-1824)
- Charles Bell (1774-1842)
- Pierre Paul Broca (1824–1880)
- John Langdon Haydon Down (1828 — 1896)
- John Hughlings Jackson (1835-1911)
- Carl Wernicke (1848-1905)
- George Huntington (1850–1916)
- Arnold Pick (1851-1924)
- Alois Alzheheimer (1864-1915)

5 : Neuroeconomia
- Vernon Smith (1927)
- Paul J. Zak (1962)
- Ernst Fehr (1956)

6 : Engenharia do cérebro, inteligência artificial e cibernética
- Kurt Lewin (1890-1947)
- Lawrence K. Frank (1890-1968)
- Norbert Wiener (1894-1964)
- Lawrence S. Kubie (1896-1973)
- Warren Sturgis McCulloch (1899-1969)
- Arturo Rosenblueth (1900-1970)
- Ralph W. Gerard (1900-1974)
- Paul Lazarsfeld (1901-1976)
- John von Neumann (1903-1957)
- William Ross Ashby (1903-1972)
- Gregory Bateson (1904-1980)
- Max Delbrück (1906-1981)
- Molly Harrower (1906-1999)
- William Grey Walter (1910—1977)
- Heinz von Foerster (1911-2002)
- Julian Bigelow (1913-2003)
- Claude Shannon (1916-2001)
- Leonard Jimmie Savage (1917-1971)
- Walter Pitts (1923-1969)

7 : Neuropsiquiatria e psicossomática
- Philippe Pinel (1745-1826)
- Theodor Hermann Meynert (1833-1891)
- William James (1842-1910)
- Emil Kraepelin (1856–1926)
- Paul Eugen Bleuler (1857-1939)
- Henry Head (1861–1940)
- Walter Bradford Cannon (1871–1945)
- Hans Berger (1873–1941)
- António Egas Moniz (1874 — 1955)
- Walter Rudolf Hess (1881 — 1973)
- James Papez (1883-1958)
- Karl Theodor Jaspers (1883-1969)
- Ernst Kretschmer (1888-1964)
- Phillip Bard (1898-1977)

8 : Psicanálise / neuropsicanálise
- Jean-Martin Charcot (1825–1893)
- Sigmund Freud (1856-1939)
- Carl Gustav Jung (1875–1961)
- Franz Alexander (1891—1964)
- Wilhelm Reich (1897-1957)
- Jacques-Marie Émile Lacan (1901-1981)
- Mark Solms (1961)

9 : Psicofarmacologia, neuropsicologia contemporânea
- Kurt Goldstein (1878-1965)
- Lev Semionovitch Vigotsky (1896-1934)
- Jean Piaget (1896-1980)
- Alexander Romanovich Luria (1902-1977)
- Donald Olding Hebb (1904-1985)
- Albert Hofmann (1906 - 2008 )
- Jean Delay (1907-1987)
- Hans Hugo Bruno Selye (1907-1982)
- Leo Henryk Sternbach (1908-2005)
- Paul D. MacLean (1913-2007)
- Henri Laborit (1914-1995)
- Karl H. Pribram (1919)
- César Timo-Iaria (1925-2005)
- Eric Kandel (1929)
- Oliver Wolf Sacks (1933-2015)
- Ivan Izquierdo (1937-2021)
- António Damásio (1944)